# Vojsko (gmina Idrija)
Vojsko – wieś w gminie Idrija na wzgórzach na zachód od Idriji, w słoweńskim regionie Primorska.
Vojsko jest rzadko zaludnionym płaskowyżem krasowym w przedalpejskich Wzgórzach Idrijskich (Idrijsko hribovje), które leżą między Wzgórzami Cerljanskimi (Cerljansko hribovje) na północy, Rovtarskimi na północnym zachodzie i Lasem Trnovskim na południu. Z powodu średniej wysokości około 1000 m n.p.m. ma klimat prawie górski; nie ma też powierzchniowego odprowadzania opadów. W tej klimatycznie niedogodnej okolicy osiedlili się ludzie, by zajmować się leśnictwem dla potrzeb idrijskiej kopalni. Warunki naturalne dla rolnictwa są nieodpowiednie. Na płaskowyżu są przede wszystkim samotne gospodarstwa; mniejsze zagęszczenie ludności jest tylko koło kościoła. Kościół parafialny nosi wezwanie świętego Józefa i należy do diecezji koperskiej.
W rejonie można znaleźć liczne zjawiska krasowe, jak płytkie urwiska i jaskinie dolomitowe, krótkie rzeki podziemne i niżej leżące silne źródła. Z punktu widokowego Hudournik na skrajnej zachodniej części płaskowyżu można widzieć okolice Tolmina, do Alp Julijskich z Triglavem i całe włoskie Dolomity.

## Historia
Miejscowość należała historycznie do Krainy, jako osobna gmina w składzie dystryktu Idrija; była zapisywana niemieckim toponimem Woiska i słoweńskim Vojsko.
Po I wojnie światowej weszła, jak cała Wenecja Julijska w skład Królestwa Włoch; nazwa została zitalianizowana na Voschia, a gmina została włączona do okręgu tolmińskiego włoskiej prowincji Friuli. W 1927 znalazła się w granicach nowej prowincji Gorycja.
W 1928 gmina Voschia została zlikwidowana i włączona do gminy Idria (wł. Idria).
Podczas II wojny światowej płaskowyż był z powodu transportowej izolacji silnym ośrodkiem partyzanckim. W pobliżu osady od 17 września 1944 do 1 maja 1945 działała Partyzancka Drukarnia Słowenia. W pobliskim przysiółku Vojščica jest cmentarz 305 poległych partyzantów z ostatniej niemieckiej ofensywy 1945. Pobliskie obszerne lasy trnovskie zaś dały schronienie Słoweńskiemu Wojskowemu Partyzanckiemu Szpitalowi Pavla.
Po II wojnie światowej terytorium weszło w skład Jugosławii, obecnie Vojsko jest częścią gminy Idrija.